# Femini – Rockband aus Berlin
Femini – Rockband aus Berlin ist ein Dokumentarfilm der Hochschule für Film und Fernsehen der DDR von Petra Tschörtner aus dem Jahr 1982.

## Handlung
Im Sommer 1981 lernen die Filmleute Tina kennen, die gemeinsam mit Lieselotte und Manuela eine Band gründen will. Nun sind sie gespannt, wann es den ersten Bühnenauftritt geben wird und begleiten die jungen Frauen auf den Weg dahin.
Es beginnt mit Grundsatzdiskussionen, welche Stilrichtung der Rockmusik überhaupt gespielt werden soll. Dabei vertritt Lieselotte die Meinung, dass es auf keinen Fall eine Musik sein sollte, wie sie von den Gruppen Puhdys und Prinzip gespielt wird, denn das wäre nur ein einziges Gerammle, eine Musik zum Mitgrölen, aber ohne Niveau. Irgendwann kommt jedoch der Zeitpunkt, an dem mit den Proben begonnen werden kann. Es scheint sich eine Musik durchgesetzt zu haben, die in Richtung der Gruppe Pankow geht.
Christina Tina Powileit wird vorgestellt, die erzählt, wie sie überhaupt zur Musik und speziell zum Schlagzeug gekommen ist und dass es ihr manchmal leid tut, nicht auf der Bühne herumrennen zu können. Dann kommen wieder die Diskussionen um die richtige Besetzung der Band. Nun erzählt Lieselotte Liese Reznicek, dass sie an der Hochschule für Musik Carl Maria von Weber Dresden klassische Musik studierte, mit dem Abschluss als Konzertpianistin und Klavierlehrerin. Hier lernt sie auch ihren Mann Hans-Jürgen Reznicek kennen, der Unterhaltungsmusik studierte und mit dem sie inzwischen den gemeinsamen Sohn Sebastian hat, von dem sie überzeugt ist, dass er das Beste ist, was sie je geschaffen hat. Sie erwähnt auch, dass Klassik und Unterhaltung sich nicht Feind sind, sondern dass es nur gute und schlechte Musik gibt. Manuela Rehberg berichtet im Umfeld einer zu renovierenden Wohnung, dass sie ursprünglich, wie Tina, Schlagzeug spielen wollte. Jedoch lief es nicht so, wie sie es sich vorstellte, stieg um auf Bassgitarre, die sie mit Hilfe eines Privatlehrers zu spielen lernte. Dem Projekt einer Mädchenband steht sie leicht zweifelnd gegenüber, denn viele begrüßen die Idee, sprechen sich aber hinter der Hand nicht gerade positiv aus.
Es kommt der Moment des ersten Auftritts auf einer großen Bühne. In einem Saal voller Soldaten werden sie sechs Titel zur Aufführung bringen. Trotz Anspannung verlieren sie beim Schminken in der Garderobe nicht ihren Humor und es fällt der Satz: „Wenn wir schon beschissen spielen, müssen wir wenigstens gut aussehen“ und dann geht es, noch während der Ansage als Gruppe Femini aus der Hauptstadt, auf die Bühne.

## Produktion und Veröffentlichung
Ein Teil der Außenaufnahmen wurde aus der fahrenden S-Bahn zwischen dem Berlin Ostbahnhof und dem Bahnhof Berlin Alexanderplatz gedreht.
Obwohl für den auf ORWO-Color gedrehten Film kein offizieller Aufführungstermin gefunden werden konnte, ist davon auszugehen, dass er in der Vergangenheit bereits irgendwo gespielt wurde. Bis sich ein früheres Datum findet, lege ich einfach den 10. Mai 2018 mit einer Aufführung im Berliner Kino Brotfabrik fest.